# Josip Vandot
Josip Vandot (Kranjska Gora, 15 gennaio 1884 – Trnjanski Kuti, 11 luglio 1944) è stato uno scrittore sloveno.
Il suo lavoro letterario più conosciuto è la trilogia di racconti alpini giovanili, il cui protagonista è un bambino di dieci anni di nome Kekec.

## Biografia
Nacque come decimo figlio in una famiglia di ferrovieri a Kranjska Gora, e i dintorni alpini delle sue origini fanno da sfondo anche alle sue opere letterarie. Dopo aver frequentato la scuola elementare a Kranjska Gora nel 1895 continuò gli studi al ginnasio di Novo mesto. Dopo la maturità, nel 1905 voleva studiare medicina, ma i genitori non potevano soddisfare tali desideri, così cominciò il lavoro presso la ferrovia a St. Veit an der Glan, vicino a Klagenfurt. I rapporti conflittuali tra sloveni e tedeschi in Carinzia lo fecero abbandonare il lavoro e ad impiegarsi come pastore. Per desiderio della madre tornò a lavorare presso le ferrovie, e venne impiegato in Carinzia, Stiria, Litorale, Croazia e in Italia. A Trieste si sposò con la triestina Draga Briščik, dalla cui unione nacque la figlia Jelka. Non fu mai soddisfatto del proprio lavoro e nel 1922 decise di andare in pensione e dedicarsi alla letteratura. Visse prima a Lubiana, poi a Slovenska Bistrica, infine poco prima dello scoppio della guerra si trasferì a Maribor. Nel giugno del 1941 con la famiglia sfollò a causa dell'occupazione nazifascista, dapprima a Slavonska Požega, poi a Brčko, vicino a Travnik (Bosnia), e a Slavonski Brod, dalla quale a causa dei bombardamenti si trasferì a Trnjanski Kuti. Qui morì sotto il bombardamento dell'11 luglio 1944, mentre la moglie, la figlia e la nipote vennero ferite gravemente. Dopo la guerra i suoi resti vennero traslati al Cimitero Žale di Lubiana.

## Opere
Durante il ginnasio scrisse poesie per bambini e racconti pubblicati in varie riviste. È conosciuto per i suoi racconti per l'infanzia ambientati sulle montagne, a tematica fiabesca, sulla vita dei pastori e dei cacciatori montani. La più celebre è la serie dedicata a Kekec, che si compone dei titoli  Kekec na hudi poti, del 1918, Kekec na volčji sledi, 1922 e Kekec nad samotnim breznom, 1924.
Tra il 1929 e il 1933 fu uno dei più assidui collaboratori della rivista Odmevi, dove pubblicò critiche e studi sulla letteratura infantile e giovanile. Nel 1936 e nel 1939 pubblicò la ristampa di Kekec na hudi poti e il libro Prerok Muzelj, "povest izpod Špika". Scrisse ancora numerosi racconti brevi: la sua opera omnia conta circa duecentocinquanta racconti e duecento poesie, che non sono ancora state pubblicate compiutamente, ma sono disperse in riviste e periodici. Nel periodo dell'esilio scrisse memorie sulle sofferenze che ebbe a patire con la sua famiglia. La gran parte dei suoi manoscritti venne bruciata nel 1941, quando i nazisti occuparono Maribor; tra questi anche le prime stesure del quarto episodio di Kekec, si salvarono solo alcune poesie e memorie.
La raccolta di poesie Bele noči: gorska romanca, scelta e redeatta da Benjamin Gracer, uscì nel 1991.

## Kekec

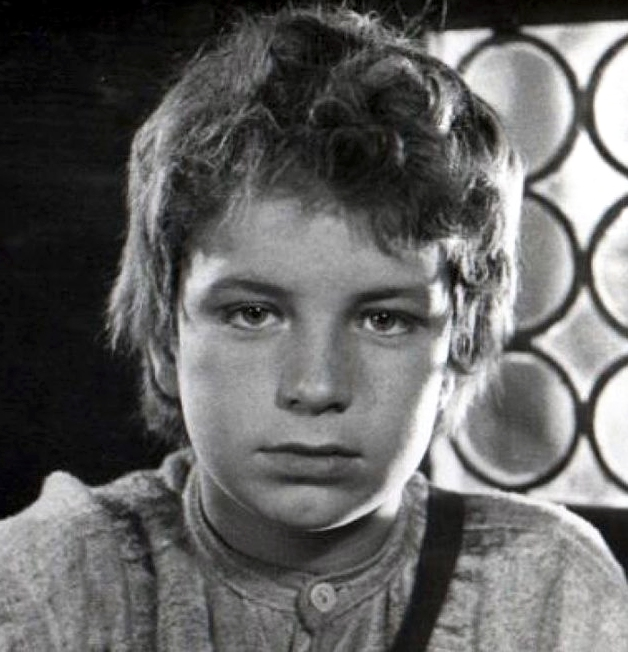
Matija Barl interpreta Kekec nel film del 1951

Tra il 1918 e il 1924 pubblicò la serie di racconti alpini con protagonista il bambino Kekec, di età tra gli 8 e 10 anni, che ebbero grande successo e vennero ristampate più volte, tradotto in molte lingue (serbocroato, slovacco, albanese, romeno) e ridotte per il teatro e il cinema. Da esse venne tratto il primo lungometraggio per l'infanzia sloveno: Kekec e che ebbe due seguiti: Srečno, Kekec, 1963, primo film sloveno a colori e Kekčeve ukane, 1968. Il film Kekec fu anche il primo film sloveno ad ottenere un premio internazionale, il Leone d'Oro nella categoria di film per l'infanzia alla Mostra Internazionale del Cinema di Venezia nel 1951. Tutta la trilogia venne diretta da Jože Gale. Grande successo ottennero anche le canzoni del film Kekčeva pesem di Marjan Vodopivec in Kajetan Kovič e Dobra volja je najbolja di Marjan Kozina.